# 정치적 부족주의
정치적 부족주의 ( Political Tribes )는 에이미 추아가 2018년 2월에 출간한 작품으로 그녀는 어떻게 지역이나 단체에 대한 충성도가 철학이나 이데올로기보다 강력한 동기가 되는가를 연구하였다. 

## 내용 요약[1]
인간은 누구에게나 '부족 본능'이 있는 데, 이 부족이란 개인에게 소속감과 애착 및 충성심을 갖게하는 집단을 뜻한다.  특히, 동일한 인종, 지역, 종교, 분파에 따라 부족 본능은 나눌 수 있다.  부족 본능을 가능케 하는 것은 유대감과 안정감이 있다.  반면에, 이 집단에 속하지 않은 외부인들은 무조건 징벌하려는 속성도 함께 갖는다.

### 역사적 사례

#### 베트남전에 참전한 미군
미국인 베트남전에 참전했을 당시 남베트남 사람들은 부족주의로 베트공을 도왔다. 이를 간파하지 못한 미군은 패배할 수 밖에 없었다.  

#### 이라크전에 참전한 미군
이라크전에 사담 후세인을 제거 한 뒤에도 부족주의를 간파하지 못한 미군은 여전히 답보 상태에 있다.  

#### 도널드 트럼프의 당선
트럼프를 대통령으로 만든 사람들은 배타적이며 인종주의, 애국주의로 그들이 가진 부족주의 근성을 드러내었다. 

### 해결책
저자는 부족주의 해결책으로 '면대면 접촉'을 강조하였다.  그것은 충분한 대화를 거쳐 서로를 이해하는 장을 마련해야 한다는 것이다.  
1. ↑  공, 병호 (2020년 5월 21일). “정치적 부족주의가 갈등, 분열의 뇌관이었네.”. 《한경 생활,문화》. 2022년 3월 15일에 확인함.